# Mouvement jeunes communistes de France
Ne doit pas être confondu avec Mouvement de la jeunesse catholique de France.
 (janvier 2019).
- Si vous ne connaissez pas le sujet, laissez ce bandeau (vous pouvez alors contacter les auteurs).
- Si vous supprimez le contenu mis en cause (vous pouvez préalablement contacter les auteurs),

argumentez précisément cette suppression dans la page de discussion
(un manque de référence n'est pas un argument ; une recherche réelle de référence doit avoir été effectuée, être formellement documentée).
Le Mouvement jeunes communistes de France (MJCF), communément appelé JC (initiales de « jeunesse communiste »), est une organisation politique de jeunesse, proche du Parti communiste français (PCF). Au sein du MJCF, les étudiants sont organisés dans sa branche étudiante, l'Union des étudiants communistes.
Le MJCF s'organise indépendamment du PCF : il décide de ses statuts, de son organisation et de ses dirigeants ainsi que de son orientation. Néanmoins il entretient un dialogue permanent avec lui sur les actions à mener et des orientations à prendre dans une visée transformatrice de la société. Dans les faits, militants du PCF et du MJCF partagent dans la majeure partie des cas les mêmes locaux et réalisent des événements communs.
La jeunesse communiste a été fondée en 1920, à la veille du congrès de Tours, par une transformation des jeunesses socialistes en jeunesses socialistes-communistes et leur adhésion à la IIIe internationale. Par la suite les jeunesses socialistes-communistes prennent le nom de jeunesse communiste (JC).
Le secrétaire général actuel est Assan Lakehoul depuis juin 2023. Le mouvement revendique 15 000 adhérents, sur toute la France.
Le MJCF édite un journal du nom d'Avant-garde. Il fait partie de la Fédération mondiale de la jeunesse démocratique (FMJD).

## Histoire
- Si vous ne connaissez pas le sujet, laissez ce bandeau (vous pouvez alors contacter les auteurs).
- Si vous supprimez le contenu mis en cause (vous pouvez préalablement contacter les auteurs),

argumentez précisément cette suppression dans la page de discussion
(un manque de référence n'est pas un argument ; une recherche réelle de référence doit avoir été effectuée, être formellement documentée).

### Origines
Quand s’organise le mouvement ouvrier, dès le XIXe siècle, des organisations de jeunesse se développent en son sein. Comptant fort peu de militants, ces mouvements peinent pourtant à se rassembler et ce n’est qu’en 1912 (soit sept ans après l’unification socialiste ayant donné naissance à la SFIO) qu’une organisation unie voit le jour : les jeunesses socialistes. Déchirés par la Première Guerre mondiale à l’image de leurs aînés de la SFIO, les jeunes socialistes ne font pas tous les mêmes choix : certains optent pour l’union sacrée, d’autres optent pour le refus de la guerre, jugée impérialiste, suivant en cela les socialistes russes (à commencer par Lénine), très isolés au sein de la IIe Internationale.
Après la guerre, l'Internationale ouvrière a beaucoup perdu en considération pour avoir soutenue celle-ci, aux dépens des racines pacifistes du mouvement socialiste, d’autant qu’a émergé en 1917 une voie nouvelle au cœur de la révolution russe : la voie bolchevique. C’est dans cet élan de rupture avec les compromissions passées, de quête de paix et de changement, que se développe en France un courant croissant pour l’adhésion à la IIIe Internationale, l’Internationale communiste.

### Naissance et premiers combats (années 1920)
En France, les premiers à faire le pas furent les jeunes. Deux mois avant le congrès de Tours qui vu naître la S.F.I.C., les jeunesses socialistes tiennent leur congrès à l’automne 1920 à Paris et, le 1er novembre. Par 5 443 voix contre 1 958 (et 350 abstentions), les délégués optent pour l’adhésion à l’Internationale communiste des jeunes (soit environ 75 %). Les jeunesses socialistes sont mortes ; les jeunesses socialistes-communistes sont nées – elles prendront le nom de Fédération nationale des jeunesses communistes de France en 1921. Maurice Laporte, dix-neuf ans, en devient le premier dirigeant. À la suite de ce congrès, nombre de jeunes décident de quitter l'organisation pour refonder les jeunesses socialistes et conserver leur place au sein de l'Union internationale des organisations socialistes de la jeunesse.

Logotype officiel de l'Internationale des jeunes communistes dans les années 1920.

Les premières grandes batailles ne tardent pas. En 1923, le gouvernement français de Raymond Poincaré décide d’envahir la Ruhr, en Allemagne. Aussitôt, la jeunesse communiste française entre en contact avec la JC allemande et organise en commun des collages, des distributions de tracts, etc. Le journal de la JC destiné aux jeunes soldats français (Le Conscrit) multiplie les articles incendiaires pour dénoncer la politique d’agression menée par le gouvernement français. Les principaux dirigeants eux-mêmes défilent dans la Ruhr, de Maurice Laporte à Simon Rolland en passant par Gabriel Péri. C’est la plus grande campagne antimilitariste de l’époque. La répression est à la hauteur du défi : la direction de la JC est arrêtée (Maurice Laporte, Gabriel Péri, Maurice Tréand, Henri Lozeray, Raymond Guyot…).
En 1925, lors de la guerre du Rif, la province du Rif, au Maroc, est entrée en sécession pour obtenir l’indépendance du pays tout entier alors aux mains des colons français et espagnols. Abd El-Krim mène la lutte et, dès 1925, lorsque la France rejoint dans la répression son allié espagnol (le général Pétain gère les opérations avec le général Franco), la FNJCF investit le terrain marocain : des chansons, des dizaines de milliers de journaux (à commencer par L’Avant-Garde), des millions de tracts et de « papillons », des soldats mis en grève, etc. La JC déploie toute son énergie dans ce qui constitue la première grande campagne anticolonialiste de l’histoire de France. En tapant au cœur du système impérialiste français, la JC est de nouveau frappée durement par le régime français : plus de 300 arrestations dans toute la France et un total de plus de 70 ans de prison.
L’ampleur de la répression à chacun des pas de la jeune Fédération freine son développement mais, plus profondément, par ses positions radicales et avant-gardistes, la JC, anticolonialiste, anti-impérialiste, est en trop net décalage avec la masse des jeunes. Les effectifs s’effondrent et passent de près de 13 000 en 1924 à 4 000 en 1931.

### À l’heure du Front populaire (années 1930)
Les années 1930 sont l’occasion d’un tournant important. La Section française de l’Internationale communiste (qui deviendra le PCF en 1937) est dirigée depuis 1930 par Maurice Thorez, jeune homme de trente ans ; ce n’est pas sans conséquences, à terme, sur la JC Par ailleurs, l'extrême droite connaît un essor considérable : Le P.N.F. prend le pouvoir en Italie en 1922 et le N.S.D.A.P. en Allemagne en 1933, terre où les partis ouvriers sont pourtant très forts et de vieille implantation. La France elle-même semble menacée par le fascisme en 1934 lorsque les ligues d’extrême droite se rassemblent et se dirigent contre l’Assemblée nationale. Sous l’impulsion de Maurice Thorez (trouvant un écho auprès du slovaque Eugen Fried et, surtout, du bulgare Georges Dimitrov), le Mouvement communiste international tout entier va se lancer dans un nouveau combat prioritaire : l’antifascisme. Pour mener à bien cet objectif, le rassemblement le plus large s’impose et c’est la logique des Fronts populaires.
Pour ce qui est de la JC, cela se manifeste par le développement d’activités susceptibles de toucher de larges pans de la jeunesse : activités récréatives (ping-pong, pianos, dominos, billard, radio…) ou d’éducation populaire (bibliothèque, sorties de plein-air ou dans des lieux de culture, projections cinématographiques…). Dans le même sens sont créées de nouvelles organisations de jeunesse liées à la JC :
- l’Union des jeunes filles de France en 1936 sous l’impulsion de Danielle Casanova (qui mourra quelques années plus tard, déportée) ;
- l’Union des jeunesses agricoles de France en 1937, sous la houlette d’Albert Ouzoulias, Léo Figuères et Gaston Plissonnier ;
- l’Union des étudiants et lycéens communistes de France, fondée en 1938 et dirigée par Pierre Hervé.

Cet élargissement tous azimuts en ce temps de constitution du Front populaire rencontre un succès allant au-delà de toutes les prévisions : les effectifs sont multipliés par 20 en quatre ans, passant de 4 000 à 80 000 entre 1933 et 1937[réf. souhaitée].
À l’Internationale des jeunes communistes (dirigée à cette époque par celui qui est aussi le secrétaire de la JC française, Raymond Guyot ), des projets de vastes rassemblements sont formés et, pour la France, Raymond Guyot propose aux autres organisations de jeunesse de gauche une fédération unique de la jeunesse. La direction de la SFIO, Léon Blum en tête, l’interdit aux jeunesses socialistes et seule une fraction de la J.S. rejoindra la JC. Côté Jeunesse ouvrière chrétienne (JOC), tout rapprochement est prohibé par l’encyclique du pape Pie XI Divini Redemptoris. La Fédération unique de la jeunesse ne naît pas mais les organisations de gauche travaillent davantage ensemble et de multiples congrès antifascistes de jeunes se réunissent de par le monde ; la JC y tient toujours une place de choix.

### Épreuves de la Seconde Guerre mondiale (1939-1945)
En 1939, le développement de la JC est violemment interrompu. Le gouvernement du radical Daladier interdit toutes les organisations communistes ainsi que leurs journaux. Clandestine, la JC n’abandonne pas pour autant le combat et occupe même la première place dans la résistance à Pétain puis à l’occupant nazi. Le PCF est en effet extrêmement affaibli par la répression qui s’est abattue sur lui. La JC, sous la direction d’André Leroy en zone occupée et de Léo Figuères en « zone libre », mène les combats les plus rudes. Un groupe va se distinguer tout particulièrement dans cette lutte antinazie de la JC : les Bataillons de la jeunesse menés par Albert Ouzoulias, 26 ans et le colonel Fabien, 22 ans. De l’attentat contre l’aspirant de Marine Moser à Paris le 21 août 1941 à celui contre le Feldkommandant de Loire-Inférieure à Nantes le 20 octobre 1941, les Bataillons de la Jeunesse s’illustrent par les actes les plus éclatants.
Les actions de résistance des JC entrainent une répression brutale. À l’image de l’exécution de Guy Môquet, tué avec ses 26 camarades à Châteaubriant, c’est tout un système spécifique destiné à la traque des communistes qui est mis en place par les Allemands et les collaborateurs français, dont la fine point est constituée par le Service de police anti-communiste (S.P.A.C.). L’efficacité de cette traque est terriblement marquante : les Bataillons de la jeunesse disparaissent petit à petit en 1942. Plus largement, quand la guerre est finie, sur 40 membres du Comité central de la JC, 23 sont morts et parmi les 17 survivants, beaucoup sont dans les camps nazis, aux limites de la mort, comme Guy Ducoloné ou André Leroy.

### Union de la jeunesse républicaine de France (1945-1956)
De cette période héroïque de la Résistance, la JC sort affaiblie car elle a perdu nombre de cadres au combat mais son écho est allé croissant et, en 1944, elle compte 92 000 membres, le chiffre le plus important jusqu’alors. Pour amplifier encore cette dynamique et construire un grand mouvement de rassemblement des forces juvéniles de la Résistance, la JC décide de se fondre dans une nouvelle grande organisation de jeunesse visant au rassemblement le plus large : l’Union de la jeunesse républicaine de France. Assez vite, elle compte 250 000 membres, ce qui fait d’elle la plus grande organisation de jeunesse de l’Histoire de France.

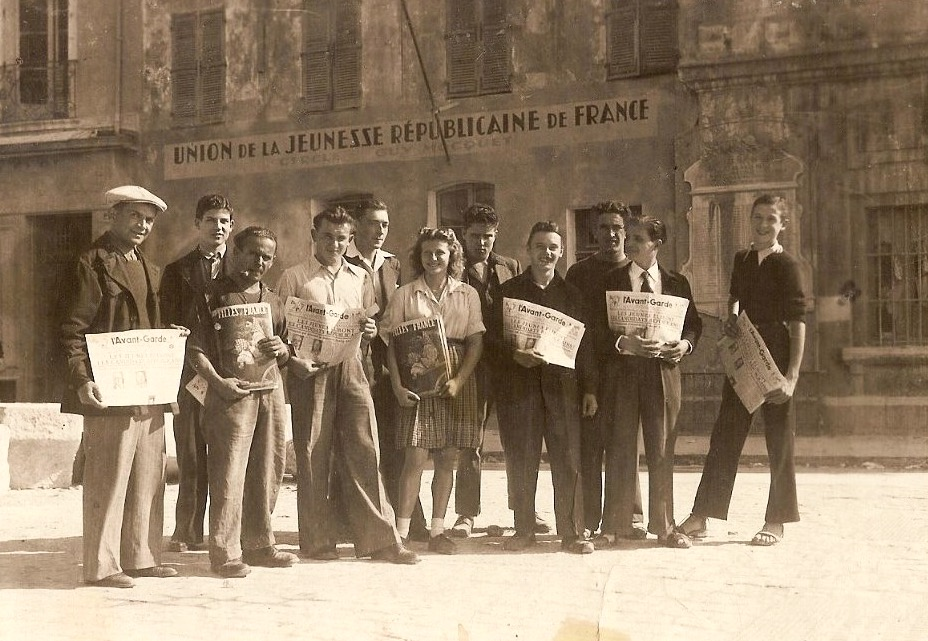
Hyères, 1946, vente d'Avant-Garde par le cercle Guy Moquet de l'UJRF.

Renouant avec les logiques du Front populaire, l’UJRF, sans en rabattre sur les exigences de lutte, se fait pleinement mouvement d’éducation populaire et de distraction : championnats de football, balades en mer, sorties au théâtre, etc.
Parallèlement, les revendications ne faiblissent pas : application aux jeunes du principe « à travail égal, salaire égal », réduction de l’âge du droit de vote et d’éligibilité, etc. Sur ce dernier point, Léo Figuères, dirigeant de l’UJRF et député à l’Assemblée constituante (qui donnera naissance à la IVe république), obtient partiellement gain de cause et réussit à faire baisser l’âge requis pour être élu et pour voter. Sur les abattements de salaire imposés aux jeunes, l’UJRF obtiendra également des avancées au cours de la période, parmi d’autres conquêtes sociales concernant les jeunes. L’UJRF participe également pleinement aux grands mouvements sociaux de l’époque. C’est ainsi qu’à l’automne 1947, Vincent Voulant, jeune membre de l’UJRF, en prenant part au grand mouvement national de mobilisation sociale, perd la vie.
Au-delà de ces revendications, l’UJRF est amenée à réagir aux changements brutaux d’un monde qui bouge beaucoup. Face au peuple vietnamien bien décidé à ne plus tolérer la colonisation, le gouvernement français choisit l’affrontement : c’est la guerre d’Indochine. L’UJRF se mobilise, non sans danger puisqu’il s’agit de braver les autorités militaires françaises : L’Avant-Garde, les tracts, les affiches, les papillons distribués dans les rues et dans les casernes jouent à nouveau un grand rôle. Les actes les plus audacieux côtoient les plus simples (mais pas forcément les moins efficaces) : la jeune Raymonde Dien s’allonge sur les rails pour empêcher les trains de partir pour l’Indochine ; Henri Martin, jeune ancien résistant et militant de l’UJRF, distribue des tracts. Ce geste (presque) anodin ne l’empêche pas d’être arrêté au printemps 1950. S’ensuivra une des plus intenses campagnes du XXe siècle, c’est l’Affaire Henri Martin.
Accusé d'actes et de délits divers par le pouvoir en place (sabotage d’un navire de guerre avec une poignée de clous…), Henri Martin subit en réalité un procès politique des plus caricaturaux. Il est condamné et emprisonné sans preuve, avant d'être innocenté après la guerre. Le Mouvement communiste s’empare de l’affaire et L’Humanité comme L’Avant-Garde multiplient les articles et les unes. Vite, le mouvement quitte la sphère proprement communiste et gagne, notamment, tout le monde intellectuel, communiste ou non : Jean-Paul Sartre écrit un retentissant ouvrage sur l’Affaire Henri Martin, Jacques Prévert écrit un poème, Paul Eluard fait de même, Pablo Picasso, Fernand Léger, Jean Lurçat, André Fougeron immortalisent à leur tour la figure d’Henri Martin. Une pièce de théâtre est montée par la troupe de l’UJRF (Drame à Toulon) ; elle tourne pendant deux ans (de 1951 à 1953, quand Henri Martin est en prison) et est vue par plus de 200 000 spectateurs.
Pour défendre le droit à l’indépendance des Vietnamiens et des peuples opprimés par l’impérialisme, le Mouvement communiste reste pourtant bien seul en France ; il en est d’autant plus déterminé et les procès suivent proportionnellement : L’Avant-Garde est poursuivie, dans toute la France, des militants sont inquiétés. Lorsque le 28 mai 1952, le général américain Ridgway, accusé d’utiliser des armes bactériologiques contre les Coréens, vient en France, une grande manifestation est organisée par le Mouvement communiste. L’UJRF y tient une place de premier plan. À la suite de cette violente manifestation (plusieurs n’en reviendront jamais), le gouvernement trouve là le prétexte pour tenter de décapiter le Mouvement progressiste : Jacques Duclos, no 2 du PCF (mais, de fait, no 1 puisque Maurice Thorez, malade, est soigné en URSS) est arrêté, tout comme Alain Le Léap de la CGT ou encore André Stil, rédacteur en chef de L'Humanité. Côté UJRF, la quasi-totalité du bureau national est condamné à des peines de prison ferme. Ses principaux dirigeants sont incarcérés : Guy Ducoloné, secrétaire général, Louis Baillot, secrétaire de la fédération de Paris, Jean Meunier, rédacteur en chef de L’Avant-Garde ou encore Paul Laurent (futur secrétaire général, en 1955). D’autres sont contraints à la clandestinité ou à l’exil, à l’image de Robert Gerber « coincé » dans les pays socialistes qui, pour l’aider à se déplacer sans être repéré par les services français, lui fournissent de faux papiers.

Logo de la Fédération Mondiale de la Jeunesse Démocratique.

Cette période de l’après-guerre est également marquée par la création de la Fédération mondiale de la jeunesse démocratique en octobre 1945 pour rassembler toutes les organisations de jeunesse progressistes du monde. Dirigée par des Français (membres de l’UJRF), Guy de Boysson (1945-1950) puis Jacques Denis après 1950, la FMJD mène de nombreuses initiatives importantes parmi lesquelles, tous les ans, l’organisation de la journée internationale contre le colonialisme. Sa principale activité, toutefois, demeure le Festival mondial de la jeunesse et des étudiants. Sa première édition, en 1947, à Prague réunit des dizaines de milliers de participants de par le monde, dont 4 000 jeunes Français (principalement de l’UJRF mais aussi de la CGT ou de la Ligue de l’enseignement). L’organisation de jeunesse française s’illustre le plus souvent par la richesse de sa délégation culturelle : foulards dessinés par Picasso, etc. Les festivals mondiaux sont des événements de très grand retentissement. Le plus grand de ceux-ci fut celui de Berlin, organisé en 1951, rassemblant plus d’un million de jeunes du monde entier. C’est encore à ce jour le plus grand rassemblement de jeunes jamais tenu.
Cette histoire de combats qui est celle de l’UJRF fut aussi celle d’un rapide étiolement du fait d’une contradiction liée à la guerre froide. Organisation de rassemblement, elle est prise à revers par la guerre froide qui n’est pas une époque où les rassemblements se font aisément. Assez vite, ses effectifs s’effondrent pour se stabiliser autour de 30 000.

### Luttes des années 1956-1962
Toute perspective de large rassemblement sur le modèle de 1945 ou de 1936 semblant fort lointaine, l’UJRF disparaît en 1956 pour laisser la place au Mouvement de la jeunesse communiste de France (MJCF). Il est alors composé de quatre branches :
- l’Union de la jeunesse communiste de France ;
- l’Union des jeunes filles de France ;
- l’Union de la jeunesse agricole de France ;
- l’Union des étudiants communistes de France.

Cette dernière récupère le journal des étudiants du PCF, Clarté et connaît assez vite un succès notable : c’est de loin la première organisation politique à l’université. Son organe de presse, Clarté, est un outil prestigieux où de grands noms se sont illustrés. Il sert également de support pour l’organisation de rencontres culturelles de haut rang : Aragon, Sartre, Ehrenbourg défilent, parmi d’autres.
L’heure n’est pas qu’à la bataille culturelle et le MJCF est amenée à réagir face à de graves événements. En 1957, à la suite du réarmement allemand et de l'intégration de la République fédérale d’Allemagne (« Allemagne de l’Ouest ») dans l’OTAN, un certain nombre d’anciens généraux de l’Allemagne nazie sont appelés à reprendre du service sous le casque atlantique. Parmi ceux-ci, le général Speidel, ancien chef d’état-major de Rommel, trouve vite une place de premier ordre dans l’Alliance atlantique. Tant et si bien qu’il a sous ses ordres certains jeunes communistes dont il a conduit à la mort les parents. Contre l’insupportable, le MJCF mène une importante campagne pour l’éviction de Speidel. La mobilisation permettra son déplacement.
La grande affaire de la période est toutefois ailleurs : c’est la guerre d’Algérie. 1956, avec l’envoi en Algérie du contingent, décidé par le socialiste Guy Mollet, est une date centrale pour la guerre d’Algérie. À partir de cette année-là, les « événements d’Algérie » concernent les centaines de milliers de jeunes mobilisés et envoyés combattre le peuple algérien en quête d’indépendance. L’UJRF, dès 1955 avait pris une place centrale dans l’organisation du « mouvement des rappelés ». Les soldats, maintenus plus longtemps que prévu dans l’armée du fait de la guerre d’Algérie (« les rappelés »), voulaient rentrer chez eux une fois leur service terminé, nombre d’entre eux se sont révoltés et l’UJRF puis la MJCF ont animé ce mouvement touchant des dizaines de milliers de jeunes. Certains gestes, plus isolés mais particulièrement courageux furent le fait de jeunes communistes. Alban Liechti, jeune jardinier du MJCF, est ainsi le premier soldat français à avoir refusé de partir pour l’Algérie. En dépit d’une campagne de soutien du MJCF, il connaîtra la prison.
Le MJCF recommande toutefois de ne pas multiplier ces actes car elle estime plus efficace un jeune communiste qui, dans l’armée, exerce une influence réelle sur des dizaines voire des centaines d’autres soldats. Massivement, les jeunes communistes ont ainsi transmis, non sans péril, des tracts ou des journaux (L’Avant-Garde ou encore Soldat de France, journal clandestin des communistes à destination de l’armée) aux soldats du contingent. Hors de l’armée, les Jeunes Communistes organisèrent de grandes manifestations dans les principales villes de France pendant les années du conflit. Ils participèrent également aux grandes manifestations de large rassemblement (souvent initiées par le Parti communiste français) réclamant la paix en Algérie. Là encore, les dangers n’étaient pas absents : le 8 février 1962, au niveau du métro Charonne, à Paris, on dénombra huit morts parmi les manifestants.

### Au temps des divisions (les années 1960)
L’unité parmi les communistes n’est pas à l’ordre du jour. La nouveauté, c’est qu’émerge une force décidée à gagner en influence : le trotskisme. Pierre Frank, dirigeant d’un des courants trotskistes (Parti communiste internationaliste), envoie plusieurs jeunes (dont Alain Krivine et son frère jumeau Hubert Krivine) infiltrer, noyauter et prendre la direction de l'Union des étudiants communistes. Du fait de l’autonomie accrue donnée aux organisations de jeunesse par le Parti communiste français conduit par Waldeck Rochet, l'U.E.C. est noyautée assez vite et sans grande difficulté. Elle opte pour des positions différentes de celles du PCF et reprend de plus en plus clairement les mots d'ordre du Parti communiste internationaliste. La dernière phase de l’entrisme arrive à maturité au milieu des années 1960. Sous la conduite de Roland Leroy, l'U.E.C. multiplie les exclusions. Assez vite, les exclus créent la Jeunesse communiste révolutionnaire, qui donnera naissance, peu après, à la Ligue communiste. La JCR, dont les effectifs sont d'environ 350 adhérents en avril 1968 et la LC rassemblent peu d’adhérents et ne peuvent se mesurer à l'UEC « survivante » mais celle-ci est extrêmement fragilisée, pour longtemps.
Dans le même temps, une fois la guerre d'Algérie finie, en 1962, la société de consommation naissante se tourne résolument vers les jeunes. C'est le temps du « yéyé ». Le MJCF cherche à être davantage en phase avec les jeunes. Dès le milieu des années 1950, la JC avait décidé d'impulser une réorientation « dans le sens des loisirs » : à la suite du 5e congrès de l'UJRF (avril 1955), L'Avant-garde avait adopté une nouvelle mouture en devant « le magazine des jeunes ». En 1958, le journal et l'Humanité avaient créé les « Relais de la chanson française », sur le modèle des crochets radiophoniques, et qui devaient promouvoir de jeunes chanteurs français, contre la vogue des reprises étrangères. De même, la programmation des fêtes s'ouvre à de nouvelles esthétiques.
Avec l'essor de la culture yéyé, le MJCF lance un magazine calqué sur le géant commercial vendu à plus d’un million d’exemplaires (Salut les copains), ce sera Nous les garçons et les filles (dont le titre est inspiré de celui de la chanson de Françoise Hardy Tous les garçons et les filles). Le premier numéro de N.G.F. sortira des presses : Jean-Paul Belmondo est à la une, avant Claude François, Richard Anthony ou Johnny Hallyday. Cette ligne de conquête des jeunes sur une base de culture de consommation connaît les premiers mois un certain succès parmi les jeunes (près de 60 000 exemplaires pour le numéro d’été), mais guère parmi les jeunes communistes qui ne disposent plus de leur journal de combat, L'Avant-garde.
L’absence d’un journal politique, l’extrême faiblesse de l’UEC, la force médiatique des exclus plus anticommunistes, tout concourt à compliquer la tâche du MJCF pour Mai 68. Néanmoins, les jeunes communistes s’activent : dans les usines, dans les lycées, les universités. Ils font reparaître un numéro exceptionnel d'Avant-Garde, se battent pour des augmentations de salaires, de nouveaux droits pour les salariés.

### Recompositions des années 1970
Dans les années 1970, toujours concurrencés sur leur gauche par une foule de groupes qu'ils jugent gauchistes, les jeunes communistes retrouvent une position de premier plan en animant avec détermination la lutte contre la guerre du Vietnam. Vingt ans plus tôt, ils étaient seuls contre la guerre d’Indochine menée par la France ; dans les années 1970, d’autres jeunes les ont rejoints contre la guerre du Vietnam menée par les États-Unis mais les jeunes communistes tirent de l’ancienneté de leur combat une légitimité particulière : ils sont ici sur un terrain très bien connu. D’immenses manifestations de jeunes de protestation contre la guerre sont organisées à l’appel de la JC En 1967, à l’appel de la seule JC, 70 000 jeunes défilent.
Le MJCF tout entier ne survit pas à l’après-68. Nous les garçons et les filles ne s’en relève pas (et L’Avant-Garde ressuscite). L’Union des jeunes filles de France disparaît elle aussi en 1974. Créée en 1936 par Danielle Casanova, elle s’était fondue dans l’UJRF en 1945 avant d’être recréée en 1946 sous la houlette de Madeleine Vincent. L’idée était simple et s’organisait autour de trois points.
1. Les jeunes femmes ont des revendications particulières à défendre et les cercles mixtes tendent à les écraser au profit des revendications masculines ou mixtes. Une organisation à part permet de mener ces luttes, pleinement légitimes.
2. Beaucoup de parents refusent que leurs jeunes filles fréquentent de jeunes hommes dans une organisation. Une UJFF permet de ne pas couper ces jeunes femmes du militantisme et de la lutte pour l’émancipation[15].
3. La société actuelle ne se charge guère de former des cadres féminins. Or, les communistes croient nécessaire et impérative la présence de femmes à tous les niveaux de direction. Une organisation spécifique permet l’émergence de dirigeantes.

Toutefois, dans les années 1970, à l’heure où le féminisme se développe tout particulièrement, ces arguments se brisent sur l’idée que la non-mixité est une vieillerie au mieux obsolète, au pire réactionnaire. Janine Jambu et d’autres dirigeantes de l’UJFF mènent donc à bien sa dissolution. Les adhérentes rejoignent l’UJCF.
Les années 1970 sont marquées pour le Mouvement communiste français par le déploiement de la tactique du « programme commun » initiée par Waldeck Rochet et mise en œuvre, à partir de 1972, par Georges Marchais. Les jeunes communistes s’inscrivent dans cette tactique et appuient la démarche. Le Festival national qu’ils organisent en 1975 au Parc des expositions de la porte de Versailles est clairement placé sous ce signe : « Avec les communistes pour que change la vie ».

### Années 1980
Dans les années 1980, l’heure est plutôt au désenchantement pour les communistes : 1983, c’est le tournant libéral du PS ; 1984, c’est le retrait des communistes du gouvernement ; 1988, c’est « l’ouverture à droite », François Mitterrand ne prend aucun ministre communiste mais des ministres de droite. Les pays socialistes voient leur image se détériorer.

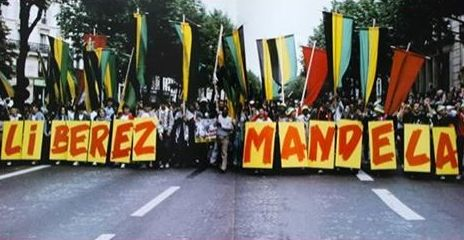
Manifestation des jeunes communistes, en soutien à Mandela, emprisonné en Afrique du Sud.

Les jeunes communistes s'engagent notamment contre les Travaux d’utilité collective (TUC) et autres Contrats emploi solidarité (CES), en 1986, contre le projet de loi Devaquet. La JC est de tous ces combats et semble connaître un grand essor au point d’approcher les 100 000 adhérents[réf. nécessaire].
Dans le même temps, la JC mène campagne contre l’apartheid et pour la libération de Nelson Mandela, dirigeant de l’A.N.C. (le Congrès national africain, parti historiquement proche du Mouvement communiste international) notamment dans les colonnes de L’Avant-Garde, dans les rues des villes – ils sont 60 000 en 1986 autour du Musée national d’art moderne Georges-Pompidou[réf. nécessaire], sur des T-shirts et même sur des vinyles édités pour l’occasion.
Sous l’impulsion de Jacques Perreux, alors secrétaire général du MJCF, le mouvement s’investit pleinement dans ces luttes internationalistes et anti-racistes et va jusqu’à changer de logo : ce sera un pied (souvent mi-blanc mi-noir), symbole de l’universelle humanité.

### Après la chute, de la «mutation» au renouveau (années 1990-2000)
Les années 1990 sont de nouvelles années difficiles pour le Mouvement communiste français et, tout particulièrement la JC. Après l’effondrement des pays socialistes d’Europe centrale et orientale, l’idée même de communisme est lourdement affaiblie et la JC perd beaucoup de son pouvoir d’attraction. Par ailleurs, en 1994, le Mouvement communiste français choisit de marquer nettement une rupture par rapport à la période antérieure, c’est la « mutation » menée par Robert Hue à la tête du PCF et Pierre Zarka à la direction de L’Humanité.
Le MJCF change lui aussi : en 1998 est décidé de créer trois réseaux largement autonomes destinés à structurer la JC au niveau national, fédéral et local — réseau antiprécarité, chaîne humaine, solidarité internationale. Cependant, si le MJCF organise une mutation à sa manière, il ne suit pas exactement la même voie que le Parti communiste. Les tensions entre MJCF et PCF se développent.
Les années 2000 apporteront un certain renouveau. Le congrès d’étape du MJCF de 2002 est un moment clé : élection d’un nouveau secrétaire général, adoption d’un nouveau logo, élaboration d’une nouvelle structuration (fin des réseaux). La JC se redéploie dans nombre de villes et de villages, de quartiers et de régions qu’elle avait dû déserter. La mobilisation contre Le Pen (2002), la guerre d'Irak (2003), la réforme Fillon des lycées (2005) le C.P.E. (2006) ou la L.R.U. (2007) ou en faveur de la Palestine et de la libération de Salah Hamouri sont l’occasion d’un renforcement. Les liens se resserrant avec le PCF, les jeunes communistes disposent de davantage de moyens pour mener à bien leur lutte.

### Années 2010-2020
Les années 2010 semblent en continuité avec le renouveau de la décennie précédente. La campagne du Front de gauche et de son candidat commun Jean-Luc Mélenchon lors de la campagne pour l'élection présidentielle de 2012 est un succès et une nouvelle occasion de structuration et de visibilité pour l'organisation.

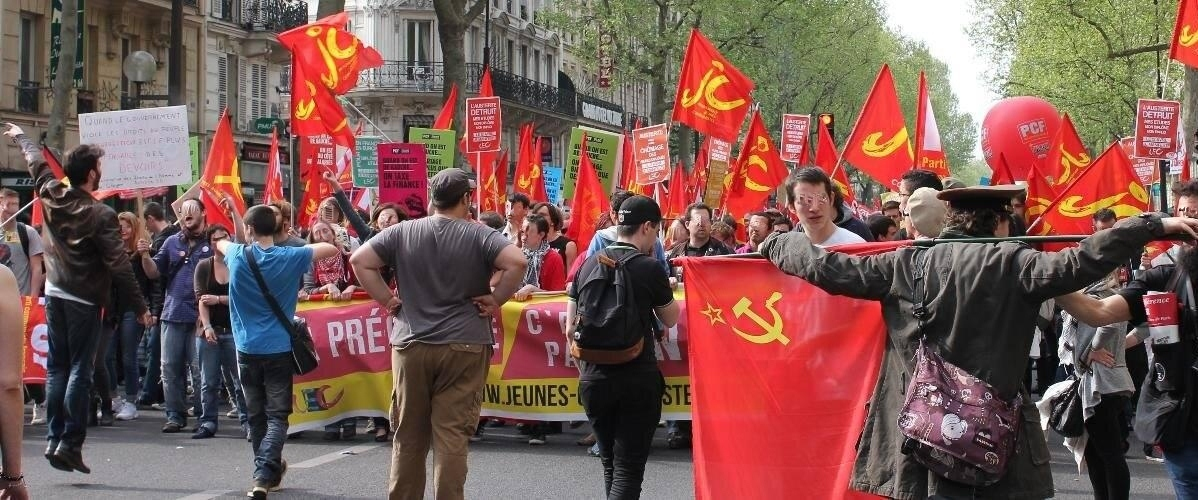
Manifestation anti-précarité des Jeunes communistes d'avril 2015.

Fin 2014, le mouvement revendique 15 000 adhérents et met le « cap vers les 20 000 » pour 2017. Le mouvement communiste se reconstruit alors lentement, le Parti communiste français augmente lui aussi son nombre d’adhérents chaque année. Bien que leurs liens se multiplient depuis le départ de Robert Hue, le congrès des jeunes communistes de décembre 2014 entérine une ligne révolutionnaire plus poussée que celle du PCF. Le MJCF veut la rupture avec l'Union européenne et le socialisme comme phase de transition vers le communisme est réaffirmé comme objectif. Un travail de refondation progressif de l'organisation est mis en place et un logo modernisé est adopté par le Conseil national. Son attitude critique de l'Union européenne, désormais vue comme une « institution autoritaire au service des puissants », s'intensifie avec la situation de la crise grecque. Dans le même temps, le MJCF combat la politique menée par le gouvernement Valls, incarnée par la « loi Macron », ainsi que sa politique migratoire et sécuritaire. Depuis le printemps 2015, le MJCF mène la campagne « Relève la tête » visant à remettre les jeunes des classes populaires à l'offensive. Celle-ci regroupe alors aussi bien des campagnes contre le contrôle au faciès que pour des tarifications moins chères dans les transports.
Le début de l'année 2016 est marqué par l'annonce du projet de loi travail de la ministre Myriam El Khomri à l'origine d'un mouvement social d'ampleur ou les jeunes et les étudiants prennent une place de premier choix.
Début 2018 puis à nouveau en février 2019, le Mouvement des Jeunes communistes de France est secoué par une série d'accusations d'agressions sexuelles et de viols,. La direction du MJCF se défend d'avoir protégé des partisans ou d'avoir caché des affaires. Le Parti communiste annonce, par le biais de son nouveau premier secrétaire Fabien Roussel, qu'il y aura des sanctions contre les agresseurs après les nombreuses révélations effectuées par des militantes qui ont confié avoir été victimes d'agressions sexuelles. Le 10 avril 2019, les deux organisations annoncent avoir exclu quatre membres du PCF et du MJCF, tandis que cinq autres sont suspendus.

## Organisation

### Fonctionnement local
- Si vous ne connaissez pas le sujet, laissez ce bandeau (vous pouvez alors contacter les auteurs).
- Si vous supprimez le contenu mis en cause (vous pouvez préalablement contacter les auteurs),

argumentez précisément cette suppression dans la page de discussion
(un manque de référence n'est pas un argument ; une recherche réelle de référence doit avoir été effectuée, être formellement documentée).
Au niveau local, le MJCF s'organise en Union de ville, qui est constituée des adhérents d'une ou plusieurs villes. L'Union de ville(s) est le lieu de souveraineté. Elle se réunit en assemblée locale le plus souvent possible, discute en fonction de l’actualité, des enjeux politiques locaux, et des besoins de l’organisation de ses adhérents et prend ses décisions démocratiquement. L'assemblée locale se dote, et favorise la création, d'autant de groupes et de collectifs qu'elle le souhaite pour développer l'activité et l'intervention des jeunes communistes. Le groupe rassemble les jeunes communistes d'un même quartier, d'un même lycée, d'une même entreprise, d'un même centre d'apprentissage, d’un foyer jeune travailleur, d'un même village, etc. Son but est de développer l'activité, la rencontre, la réflexion, l'intervention des jeunes communistes sur un même lieu. Le collectif rassemble les jeunes communistes d'une même ville, des étudiants communistes d'une même université sur une thématique permanente ou ponctuelle. Son but est de développer la rencontre, la réflexion, l'intervention, l'activité des jeunes et étudiants communistes sur cette thématique.

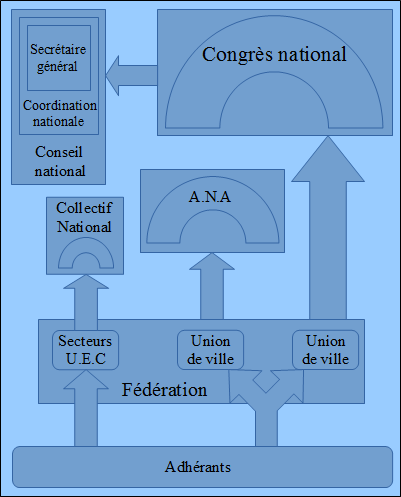
Illustration partielle de l'organisation interne du Mouvement Jeunes Communistes de France.

Les Unions de ville(s) d'un même département se regroupent au sein d'une fédération. Elle veille à l'information et à la participation des jeunes communistes isolés et au développement de nouvelles Unions de ville(s). Elle travaille à l'échange d'expériences entre les Unions de ville(s), avec les secteurs UEC du département à la construction d'initiatives départementales et au partage des orientations en se dotant d'un conseil départemental. La fédération peut aider au regroupement des unions de ville quand l'engagement et l'activité des jeunes communistes le nécessitent pour faire grandir le rapport de force départemental et garantir un fonctionnement plus cohérent de la fédération. En 2019, le MJCF compte 77 fédérations et est présent sur l'ensemble des régions de France.

### Direction nationale
Le congrès national du mouvement convoqué par le conseil national se réunit tous les 3 ans et est la plus haute instance du MJCF ; il est le lieu privilégié d'exercice de la souveraineté. Un congrès extraordinaire peut cependant être convoqué par l'Assemblée nationale des animateurs, le Conseil national ou par la majorité des conseils départementaux. Le conseil national détermine alors le nombre de délégués au congrès sur la base d'au moins un par fédération puis le nombre restant de délégués proportionnellement au nombre d'adhérents. Le congrès décide des orientations du mouvement et élit le conseil national.
L'assemblée nationale des animateurs (ANA) est convoquée par le conseil national en fonction de l'actualité politique et de celle du MJCF Se réunissant une fois par an minimum (depuis le congrès national de décembre 2006 auparavant il y en avait au minimum deux par an), elle est la plus haute instance du MJCF entre deux congrès. Elle est un moment de rencontre, de construction collective, de définition commune d'objectifs, dans le cadre des orientations du congrès, et sur la base de l'activité dans les unions de ville. Elle permet de faire des bilans, de construire des initiatives et campagnes nationales, d'approfondir des thématiques. Elle se réunit au moins une fois par an. L'ANA peut renouveler le conseil national une fois par an afin de prendre en compte les évolutions du Mouvement. Elle le fait dans la limite de 30 %.
Le conseil national (CN) est l'organe de direction entre le congrès et l'ANA Il se réunit plusieurs fois par an. C'est un lieu d'échange sur la base de l'activité des jeunes communistes. Il anime l'activité des jeunes communistes, il fait vivre les orientations du congrès, les décisions de l'ANA. Il échange et prend des décisions en fonction de l'actualité. Il est chargé de l'aide aux fédérations. Chaque membre du conseil national doit rendre compte des débats et décisions. Tous les animateurs du mouvement reçoivent un bulletin de décision du CN. Il se dote d'autant de collectifs, réseaux, commissions qu'il juge utiles pour l'activité des jeunes communistes. Le CN élit la coordination nationale. La coordination nationale est chargée du bon fonctionnement du CN. Enfin, le conseil national élit le ou la secrétaire général-e du mouvement.

### L'UEC, la branche étudiante du MJCF
- Si vous ne connaissez pas le sujet, laissez ce bandeau (vous pouvez alors contacter les auteurs).
- Si vous supprimez le contenu mis en cause (vous pouvez préalablement contacter les auteurs),

argumentez précisément cette suppression dans la page de discussion
(un manque de référence n'est pas un argument ; une recherche réelle de référence doit avoir été effectuée, être formellement documentée).
Les étudiants sont organisés dans l'Union des étudiants communistes. L'UEC est une branche sectoriel adaptée aux enjeux propres à l'enseignement supérieur et aux luttes qui s'y développent, animée par le Collectif National.
Au niveau local, l'UEC est organisé en secteur, rassemblant un ou plusieurs lieux d'enseignement supérieur. L'assemblée de secteur se dote, et favorise la création, d'autant de cercles et de collectifs qu'elle le souhaite pour développer l'activité et l'intervention des étudiants communistes. Le cercle rassemble les étudiants communistes d'un même UFR, cité-U, IUT, institut, filière, etc. Son but est de développer la rencontre, la réflexion, l'intervention, l'activité des étudiants communistes sur un même lieu. Un collectif étudiant, sur le modèle de tout collectif de jeunes communistes, rassemble des étudiants communistes d'un même secteur sur une thématique permanente ou ponctuelle. Son but est de développer la rencontre, la réflexion, l'intervention, l'activité des étudiants communistes sur cette thématique.

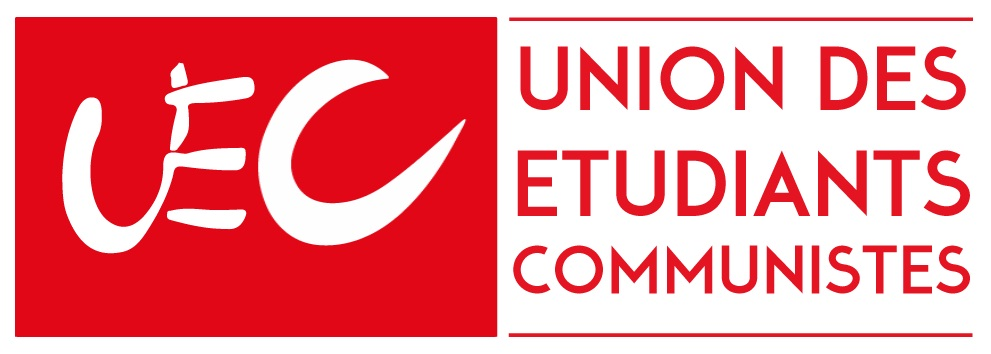
Logo de l'UEC en 2015.

L'UEC est implantée dans un nombre important d'universités, dont les universités parisiennes (Jussieu, Tolbiac, Censier, Versailles-Saint-Quentin, Paris 8), Aix-Marseille, Bordeaux, Grenoble, Lyon, Orléans, Dijon, Limoges, Clermont-Ferrand, Rennes, Toulouse, Strasbourg, Saint-Étienne, etc. Au total, l'UEC compte aujourd'hui 40 « secteurs » sur l'ensemble du territoire (dont 16 en Île-de-France), et est présent dans une cinquantaine d'établissements d'enseignement supérieur. Notamment, l'UEC compte des cercles et des secteurs dans l'ensemble des IEP.
Le Collectif National de l'UEC est constitué des responsables élus lors de la séance étudiante du congrès national. Il impulse l'activité des étudiants communistes dans l'ensemble des lieux de l'enseignement supérieur. Il fait vivre les orientations du congrès et de l’ANA. Il peut être renouvelé tous les ans à l'ANA et est élu par l'ensemble des délégations de secteurs présentes à l'ANA. Le Collectif National de l'UEC élit sa coordination nationale et son ou sa secrétaire national-e,.

## Liste des secrétaires généraux
| Mandat                                                                          | Nom                                                        |
| Fédération des jeunesses communistes de France (1920-1945)                      | Fédération des jeunesses communistes de France (1920-1945) |
| ------------------------------------------------------------------------------- | ---------------------------------------------------------- |
| 1920-1923                                                                       | Maurice Laporte                                            |
| 1923-1926                                                                       | Jacques Doriot                                             |
| 1926-1926                                                                       | André Ferrat                                               |
| 1926-1928                                                                       | Henri Barbé                                                |
| 1928-1930                                                                       | François Billoux                                           |
| 1930-1932                                                                       | Raymond Guyot                                              |
| 1932-1933                                                                       | Georges Charrière (Raymond Guyot emprisonné)               |
| 1933-1945                                                                       | Raymond Guyot                                              |
| Certaines données des lignes précédentes sont encore manquantes ou incertaines. |                                                            |
| 1940-1942                                                                       | André Leroy (zone nord de la France)                       |
| 1941-1944                                                                       | Léo Figuères (zone sud de la France)                       |
| Union de la jeunesse républicaine de France (1945-1956)                         |                                                            |
| 1945-1946                                                                       | Raymond Guyot (président)                                  |
| 1946-1948                                                                       | André Leroy                                                |
| 1948-1953                                                                       | Léo Figuères                                               |
| 1953-1955                                                                       | Guy Ducoloné                                               |
| 1955-1956                                                                       | Paul Laurent                                               |
| Mouvement jeunes communistes de France (depuis 1956)                            |                                                            |
| 1956-1962                                                                       | Paul Laurent                                               |
| 1962-1965                                                                       | Christian Echard                                           |
| 1965-1970                                                                       | François Hilsum                                            |
| 1970-1973                                                                       | Roland Favaro                                              |
| 1973-1979                                                                       | Jean-Michel Catala                                         |
| 1979-1984                                                                       | Pierre Zarka                                               |
| 1984-1993                                                                       | Jacques Perreux                                            |
| 1993-1998                                                                       | Sylvie Vassallo                                            |
| 1998-2002                                                                       | Christophe Hodé                                            |
| 2002-2005                                                                       | Jérôme Dulauroy                                            |
| 2005-2008                                                                       | Cédric Clérin                                              |
| 2008-2012                                                                       | Pierric Annoot                                             |
| 2012-2016                                                                       | Nordine Idir                                               |
| 2016-2019                                                                       | Camille Lainé                                              |
| 2019-2023                                                                       | Léon Deffontaines                                          |
| Depuis 2023                                                                     | Assan Lakehoul                                             |

| Mandat                                               | Nom               |
| ---------------------------------------------------- | ----------------- |
| 1936-1942                                            | Danielle Casanova |
| Les données postérieures ne sont pas encore connues. |                   |

## Liste des congrès du MJCF
| Numérotation officieuse des congrès de la Jeunesse communiste | Congrès du MJCF et des organisations précédentes | Congrès du MJCF et des organisations précédentes                                                                        | Congrès du MJCF et des organisations précédentes |
| ------------------------------------------------------------- | ------------------------------------------------ | --- | ------------------------------------------------ |
| 0                                                             | 31 octobre 1920                                  | Congrès des Jeunesses socialistes (Paris 20e, salle de la Bellevilloise)                                                |                                                  |
| Ier congrès (FJCF)                                            | 15 et 16 mai 1921                                | Ier congrès (Paris 10e, salle de l'Égalitaire) (congrès fondateur de la Fédération des Jeunesses communistes de France) |                                                  |
| IIe congrès (FJCF)                                            | mai 1922                                         | IIe congrès (Montluçon)                                                                                                 |                                                  |
| IIIe congrès (FJCF)                                           | mai 1923                                         | IIIe congrès (Marseille)                                                                                                |                                                  |
| IVe congrès (FJCF)                                            | décembre 1924                                    | IVe congrès (Paris) |                                                  |
| Ve congrès (FJCF)                                             | août 1926                                        | Ve congrès (Saint-Denis)                                                                                                |                                                  |
| VIe congrès (FJCF)                                            | 6 - 11 octobre 1929                              | VIe congrès (Paris 20e, salle de La Bellevilloise)                                                                      |                                                  |
| VIIe congrès (FJCF)                                           | 11 - 15 juin 1932                                | VIIe congrès (Montigny-en-Gohelle)                                                                                      |                                                  |
| VIIIe congrès (FJCF)                                          | 5 - 8 février 1934                               | Congrès extraordinaire (Ivry-sur-Seine)                                                                                 |                                                  |
| IXe congrès (FJCF)                                            | 18 - 20 mars 1936                                | VIIIe congrès (Marseille)                                                                                               |                                                  |
| Xe congrès (FJCF)                                             | 12 juillet 1937 et 13 juillet 1937               | IXe congrès (Paris) |                                                  |
| XIe congrès (FJCF)                                            | 8 - 10 avril 1939                                | Xe congrès (Issy-les-Moulineaux)                                                                                        |                                                  |
| XIIe congrès (FJCF)                                           | 30 mars - 2 avril 1945                           | XIe congrès (Paris 5, à la Mutualité) : création de l'Union de la jeunesse républicaine de France (UJRF)                |                                                  |
| XIIIe congrès (UJRF)                                          | 28 août - 3 septembre 1946                       | Ier congrès de l'UJRF (Clichy)                                                                                          |                                                  |
| XIVe congrès (UJRF)                                           | 6 - 9 mai 1948                                   | IIe congrès de l'UJRF (Lyon)                                                                                            |                                                  |
| XVe congrès (UJRF)                                            | 27 - 30 décembre 1950                            | IIIe congrès de l'UJRF (Gennevilliers)                                                                                  |                                                  |
| XVIe congrès (UJRF)                                           | 28 - 31 mai 1953                                 | IVe congrès de l'UJRF (Montreuil-sous-Bois) (Salle des Fêtes de la mairie)                                              |                                                  |
| XVIIe congrès (UJRF)                                          | 8 - 11 avril 1955                                | Ve congrès de l'UJRF (Montrouge)                                                                                        |                                                  |
| XVIIIe congrès (MJCF)                                         | 13 - 16 décembre 1956                            | Ier congrès du Mouvement de la jeunesse communiste de France (Ivry-sur-Seine)                                           |                                                  |
| XIXe congrès (MJCF)                                           | 27 - 29 novembre 1959                            | IIe congrès de l'Union des jeunesses communistes de France (Gennevilliers)                                              |                                                  |
| XXe congrès (MJCF)                                            | 30 mars - 1er avril 1962                         | IIIe congrès de l'Union des jeunesses communistes de France (Saint-Denis)                                               |                                                  |
| XXIe congrès (MJCF)                                           | 5 - 7 juin 1964                                  | IIIe congrès de l'Union des jeunesses communistes de France                                                             |                                                  |
| XXIIe congrès (MJCF)                                          | 31 mars - 3 avril 1966                           | Saint-Denis |                                                  |
| XXIIIe congrès (MJCF)                                         | 4 - 7 avril 1968                                 | Ivry-sur-Seine |                                                  |
| XXIVe congrès (MJCF)                                          | 4 - 6 décembre 1970                              | Saint-Denis (Gymnase Auguste-Delaune)                                                                                   |                                                  |
| XXVe congrès (MJCF)                                           | 15 - 20 mai 1973                                 | Montreuil (Parc Montreau)                                                                                               |                                                  |
| XXVIe congrès (MJCF)                                          | 1er - 4 mai 1975                                 | Nanterre (Palais des Sports)                                                                                            |                                                  |
| XXVIIe congrès (MJCF)                                         | 9 - 12 décembre 1976                             | Congrès extraordinaire (Saint-Denis)                                                                                    |                                                  |
| XXVIIIe congrès (MJCF)                                        | 1977                                             | |                                                  |
| XXIXe congrès (MJCF)                                          | 31 janvier - 3 février 1980                      | Vitry-sur-Seine (Palais des Sports Maurice-Thorez)                                                                      |                                                  |
| XXXe congrès (MJCF)                                           | 2 - 6 juin 1982                                  | Ivry-sur-Seine |                                                  |
| XXXIe congrès (MJCF)                                          | 8 - 11 mars 1984                                 | Pantin |                                                  |
| XXXIIe congrès (MJCF)                                         | 6 - 8 mai 1987                                   | Ivry-sur-Seine |                                                  |
| XXXIIIe congrès (MJCF)                                        | 8 - 11 mars 1990                                 | Gennevilliers |                                                  |
| XXXIVe congrès (MJCF)                                         | 28 - 31 janvier 1993                             | Villejuif |                                                  |
| XXXVe congrès (MJCF)                                          | 29 février - 3 mars 1996                         | Villejuif |                                                  |
| XXXVIe congrès (MJCF)                                         | 27 - 28 novembre 1998                            | Gennevilliers |                                                  |
| XXXVIIe congrès (MJCF)                                        | 22 - 24 mars 2002                                | Aubervilliers |                                                  |
| XXXVIIIe congrès (MJCF)                                       | 20 - 22 février 2004                             | Aubervilliers |                                                  |
| XXXIXe congrès (MJCF)                                         | 14 - 17 décembre 2006                            | Ivry-sur-Seine |                                                  |
| XLe congrès (MJCF)                                            | 16 - 18 avril 2010                               | Gennevilliers |                                                  |
| XLIe congrès (MJCF)                                           | 18 - 21 décembre 2014                            | Gennevilliers |                                                  |
| XLIIe congrès (MJCF)                                          | 24 - 27 janvier 2019                             | Paris (Colonel Fabien)                                                                                                  |                                                  |
| XLIIIe congrès (MJCF)                                         | 28 - 30 janvier 2022                             | Villejuif |                                                  |
| XLIVe congrès (MJCF)                                          | 11 - 13 avril 2025                               | Bobigny |                                                  |